# Wybory prezydenckie w Islandii w 2008 roku
Wybory prezydenckie na Islandii – wybory Prezydenta Islandii zaplanowane na 28 czerwca 2008. Wybory zostały odwołane, ponieważ urzędujący prezydent Ólafur Ragnar Grímsson zadeklarował podczas orędzia noworocznego, iż chce nadal sprawować swój urząd, do 24 maja zaś, kiedy upłynął termin zgłaszania kandydatur, nie pojawił się żaden kontrkandydat.
Ástþór Magnússon, biznesmen i działacz pokojowy, który dwukrotnie konkurował z Ólafurem Ragnarem o urząd prezydenta (w 1996 i w 2004), tym razem zrezygnował z kandydowania.